# Johan Erhard Areschoug
Johan Erhard Areschoug (Johannes Erhard Areschoug, Philos. Doctor, Botanices et Oeconomiae) (Gotemburgo, 16 de septiembre de 1811-Estocolmo, 7 de mayo de 1887) fue un botánico, y briólogo sueco, nacido en Gotemburgo.
Estudia Ciencias Naturales en la Universidad de Lund, donde en 1838 defiende su doctorado de Filosofía. En 1859 sucede a Elias Magnus Fries (1794-1878) como profesor titular de Botánica en la Universidad de Upsala, una posición que mantendrá hasta 1876.
Areschoug desarrolló extensos estudios a campo de las criptógamas escandinavas, y se lo recuerda por su obra en el campo de la Ficología.

## Honores

### Epónimos
El género de alga roja Areschougia de la familia de Areschougiaceae, se nombró en su honor.

## Algunas publicaciones
- Symbolae Algarum rar. Florae scandinavicae (1838)
- Iconographia phycologica (1847)
- Phyceae scanidnavicae marinae (1850)
- Observationes phycologicae (1883)

- La abreviatura «Aresch.» se emplea para indicar a Johan Erhard Areschoug como autoridad en la descripción y clasificación científica de los vegetales.[1]